# Rock (Klemmkeil)

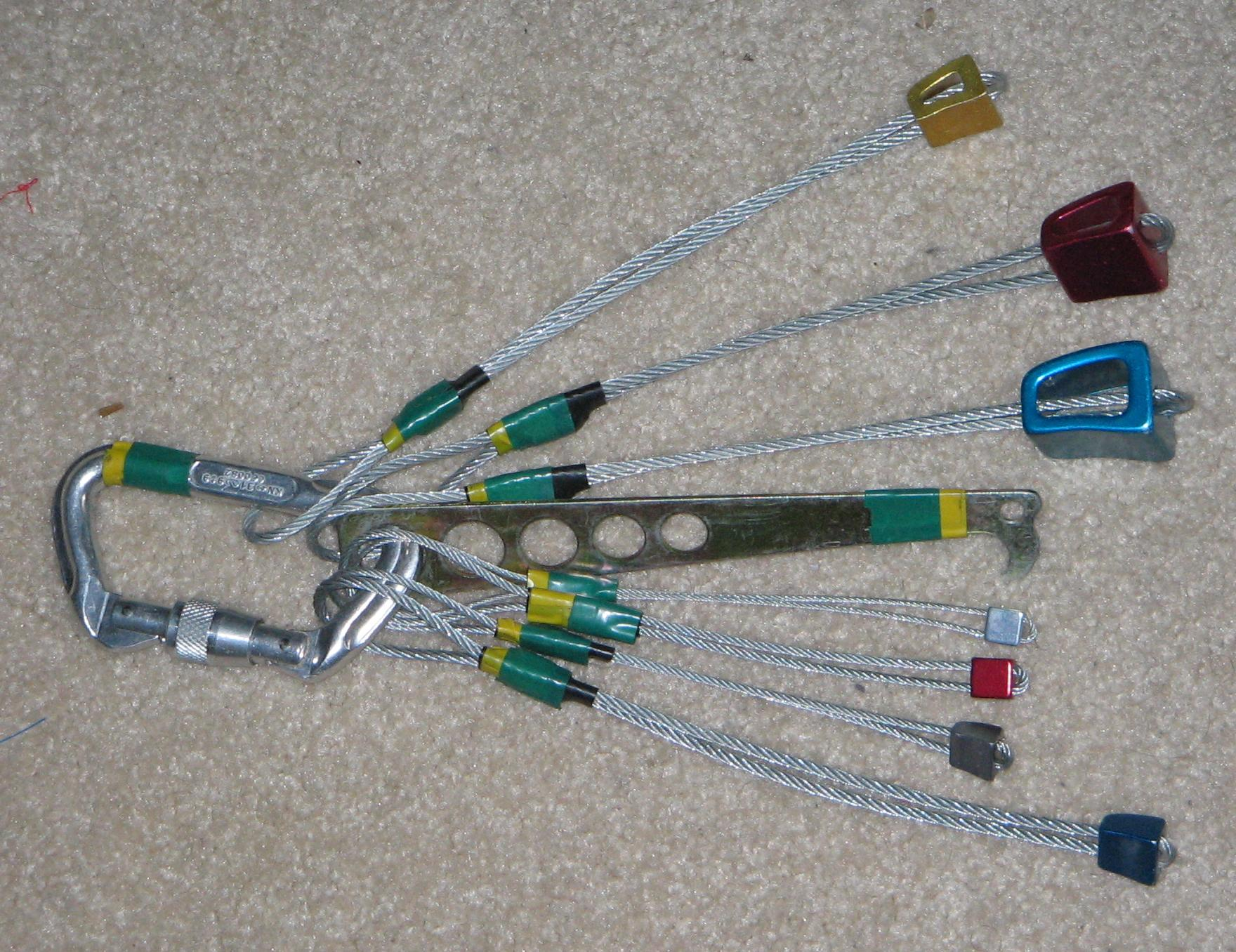
Karabiner mit drei Rocks (oben), Klemmkeilentferner und vier kleinen Klemmkeilen (unten)

Rocks sind Klemmkeile für das Felsklettern, deren Aluminiumkorpus auf einer Seite konkav und auf der anderen konvex gewölbt ist. Befestigt ist der Aluminiumkorpus an einer Stahldrahtschlinge, die zum Einhängen des Karabiners dient. Gelegt werden Rocks in kleine und mittlere Risse im Fels.